# يهوشوا روزين

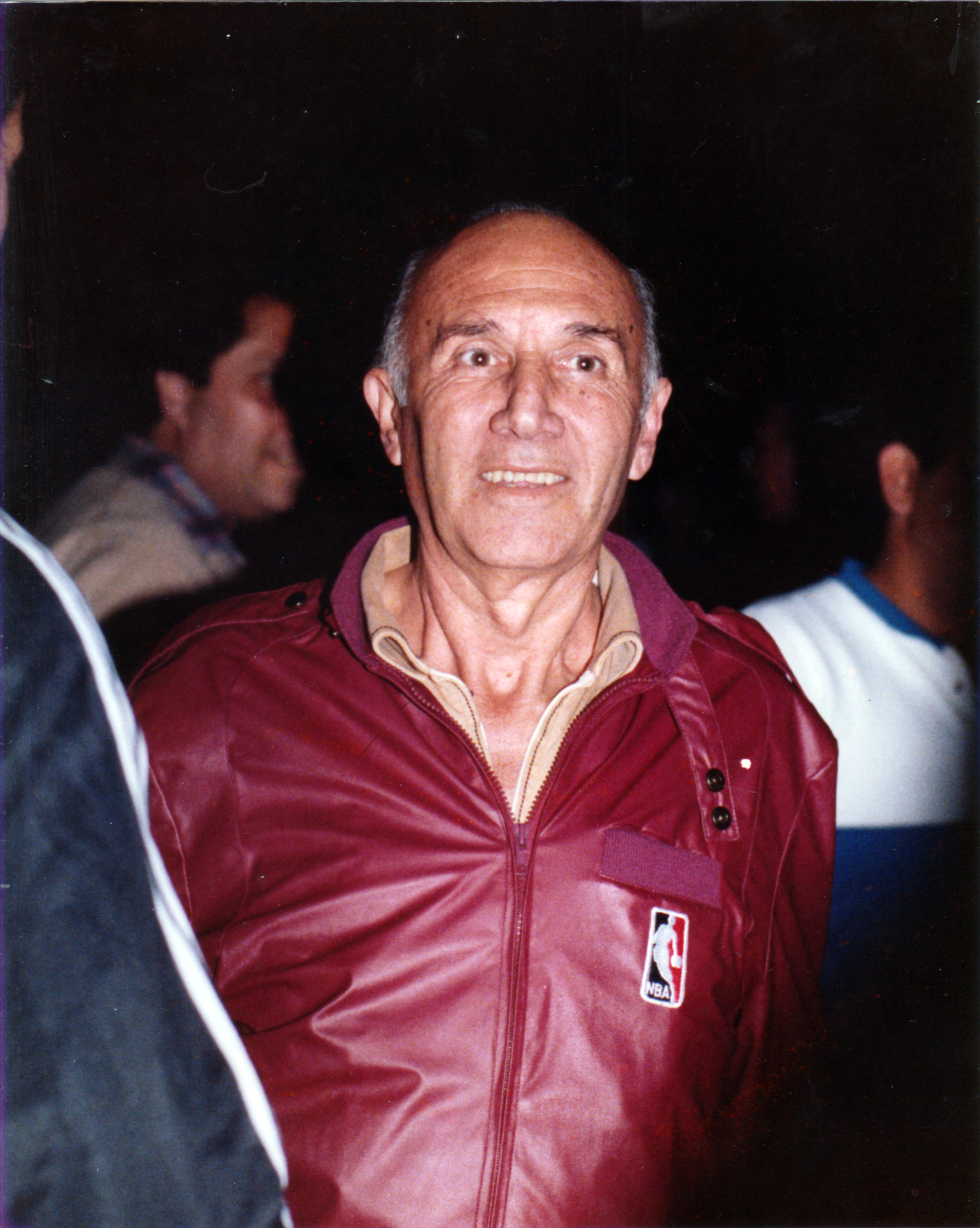

يهوشوا روزين (بالعبرية: יהושע רוזין‏)، ( 16 أغسطس 1918 - 6 فبراير 2002) مدرب كرة سلة إسرائيلي.